# Ján Želibský
Ján Želibský (24. listopadu 1907 Jablonové – 13. listopadu 1997 Bratislava) byl slovenský malíř a pedagog.

## Život
Nejprve studoval u Gustáva Mallého v Bratislavě, na pražské uměleckoprůmyslové škole u Arnošta Hofbauera a na akademii u Williho Nowaka. Poté zůstával v Praze, byl členem Umělecké besedy, od roku 1945 byl také členem Skupiny 29. augusta, v letech 1946–1952 vyučoval na pražské akademii, kde byl i proděkanem, poté se přesunul vyučovat do Bratislavy a v letech 1952–1955 byl rektorem na Vysoké škole výtvarných umění.
Ve své tvorbě představuje zástupce mladých umělců tvořících přibližně od 30. let (generace 1909). Zprvu se zabývá motivy společenského života města, později antifašistickým bojem, z jeho působení na Slovensku jsou důležité cesty, v kterých zachytil život slovenského lidu.

## Galerie

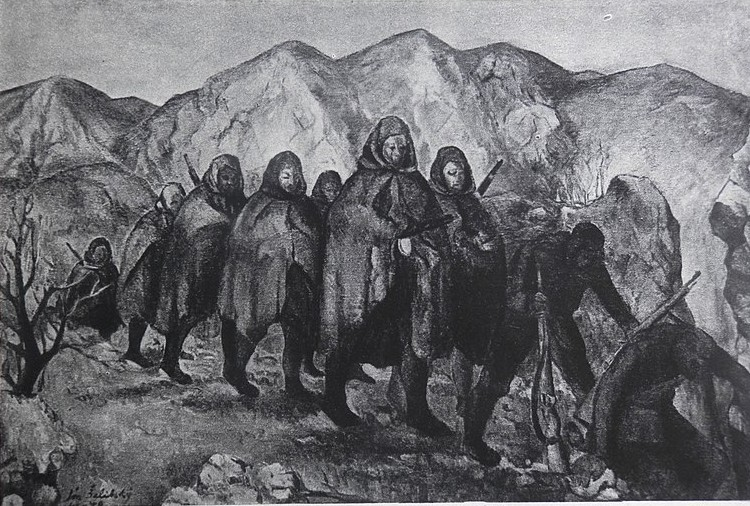
Odchod do hôr
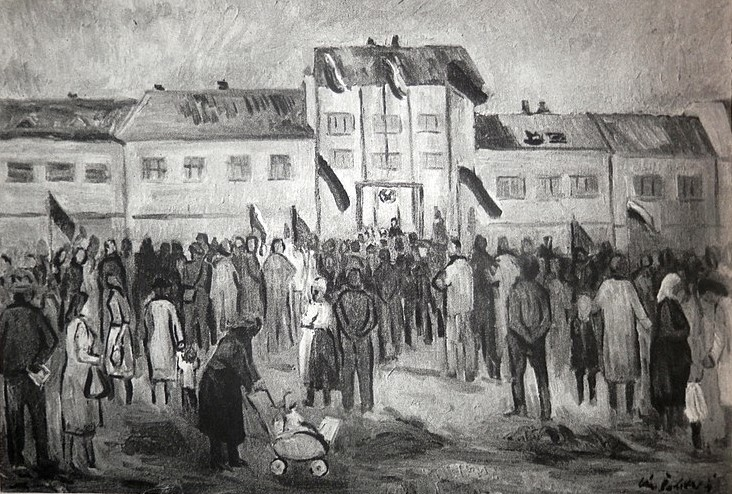
Slávnosť jubilea handlovských baní

#### Kniha
- 1944 Nové slovenské maliarstvo, Osvetové ústredie pri Ministerstve školstva a národnej osvety, Bratislava
- 1950 Ján Želibský, Tvar, Bratislava
- 1961 Ján Želibský (Obrazy a kresby), Slovenské vydavateľstvo krásnej literatúry (SVKL), Bratislava

#### Encyklopedie
- 1972 Malý encyklopedický slovník (A - Ž), Academia, nakladatelství Československé akademie věd, Praha
- 1993 Nový slovník československých výtvarných umělců (II. díl; L - Ž), Výtvarné centrum Chagall, Ostrava
- 1995 Signatury českých a slovenských výtvarných umělců, Výtvarné centrum Chagall, Ostrava
- 2010 Slovník českých a slovenských výtvarných umělců (XXI. W - Ž), Výtvarné centrum Chagall, Ostrava